# Потребительская корзина
Потребительская корзина — набор товаров и услуг, характеризующий уровень и структуру потребления человека или семьи. Термин используется в двух основных значениях:
- В России и некоторых государствах СНГ термин «потребительская корзина», официально закрепленный в законодательстве, означает минимальную потребительскую корзину — «необходимые для сохранения здоровья человека и обеспечения его жизнедеятельности минимальный набор продуктов питания, а также непродовольственные товары и услуги, стоимость которых определяется в соотношении со стоимостью минимального набора продуктов питания»[1]. Минимальная потребительская корзина рассчитывается на основе установленных нормативов и не отражает реальный текущий уровень потребления.
- Применительно к другим странам термин обычно используется для обозначения различных национальных показателей, характеризующих среднюю потребительскую корзину — средний или наиболее типичный набор товаров и услуг, потребляемый человеком или семьёй. Средняя потребительская корзина устанавливается на основе статистических исследований реального уровня потребления.

## В России
Потребительская корзина до 2021 года использовалась для расчета прожиточного минимума. В 1992—1999 годах расчеты величины прожиточного минимума производились на основе методических рекомендаций Минтруда России.
31 марта 2006 года был принят Федеральный закон № 44-ФЗ «О потребительской корзине в целом по Российской Федерации». Его заменил Федеральный закон № 227-ФЗ от 3 декабря 2012 года, который установил следующую потребительскую корзину:
| Наименование                                                                     | Единица измерения | Объем потребления (в среднем на одного человека в год) | Объем потребления (в среднем на одного человека в год) | Объем потребления (в среднем на одного человека в год) |
| Наименование                                                                     | Единица измерения | трудоспособное население                               | пенсионеры                                             | дети                                                   |
| Хлебные продукты (хлеб и макаронные изделия в пересчете на муку, крупы, бобовые) | кг                | 126,5                                                  | 98,2                                                   | 77,6                                                   |
| Картофель                                                                        | кг                | 100,4                                                  | 80,0                                                   | 88,1                                                   |
| Овощи и бахчевые                                                                 | кг                | 114,6                                                  | 98,0                                                   | 112,5                                                  |
| Фрукты свежие                                                                    | кг                | 60,0                                                   | 45,0                                                   | 118,1                                                  |
| Сахар и кондитерские изделия в пересчете на сахар                                | кг                | 23,8                                                   | 21,2                                                   | 21,8                                                   |
| Мясопродукты                                                                     | кг                | 58,6                                                   | 54,0                                                   | 44,0                                                   |
| Рыбопродукты                                                                     | кг                | 18,5                                                   | 16,0                                                   | 18,6                                                   |
| Молоко и молокопродукты в пересчете на молоко                                    | кг                | 290,0                                                  | 257,8                                                  | 360,7                                                  |
| Яйца                                                                             | штука             | 210                                                    | 200                                                    | 201                                                    |
| Масло растительное, маргарин и другие жиры                                       | кг                | 11,0                                                   | 10,0                                                   | 5,0                                                    |
| Прочие продукты (соль, чай, специи)                                              | кг                | 4,9                                                    | 4,2                                                    | 3,5                                                    |

Подобные таблицы приводились в Федеральном законе от 2006 года и для непродовольственных товаров и услуг. С 2012 года затраты на эти группы расходов рассчитывались как процент от стоимости продуктов питания:  
- Непродовольственные товары — 50 % от стоимости продуктов питания для всех групп населения.
- Услуги — 50 % от стоимости продуктов питания для всех групп населения.

С 2021 года минимальная потребительская корзина в России не определяется, так как прожиточный минимум с этого года рассчитывается иным способом — в процентах от медианной зарплаты (44,2%). Закон «О потребительской корзине в целом по Российской Федерации» с 1 января 2021 года утратил силу вследствие истечения его действия.
Росстат и иные исследовательские центры используют различные потребительские корзины, отличающиеся от приведенной выше, в частности, для расчета индексов инфляции (индексов потребительских цен).

## Минимальная потребительская корзина в зарубежных странах
В Республике Казахстан потребительская корзина определяется в соответствии с Законом «О минимальных социальных стандартах и их гарантиях». Аналогично российской, она состоит из набора продуктов, а общие затраты на услуги исчисляются в процентном соотношении. Состав продовольственной корзины утверждается приказом Министра национальной экономики Республики Казахстан, причем в тексте приказа набор продуктов в корзине именуется «научно обоснованными физиологическими нормами потребления продуктов питания».
В Республике Беларусь потребительская корзина утверждается Постановлениями Министерства труда и социальной защиты Республики Беларусь. В отличие от российской и казахстанской потребительских корзин, в ней детально расписаны также состав и количество непродовольственных товаров и услуг.
В 2017 году в Узбекистане обнародован текст проекта Постановления Кабинета Министров Республики Узбекистан «О порядке расчета минимальной потребительской корзины и прожиточного минимума в Республике Узбекистан». Тестовые расчеты минимальной потребительской корзины проводились в двух регионах страны.
В США также существует близкое прожиточному минимуму понятие «продуктового плана» (англ. Food Plan), который составляется Минсельхозом США. Существует четыре варианта плана: экономный, низкий, средний и свободный; так называемый экономный план (англ. Thrifty Food Plan) используется для расчёта в программе выдачи продуктовых талонов жителям США, не имеющим доходов или имеющим низкие доходы.

## Средняя потребительская корзина в зарубежных странах
В западных капиталистических странах потребительская корзина используется исключительно для расчёта индекса потребительских цен, а не для расчёта прожиточного минимума.
Потребительская корзина для целей индекса потребительских цен в США состоит из 300 продуктов и услуг-представителей, во Франции — 250, Великобритании — 699, Германии — 475.
Потребительская корзина во Франции выступает в качестве индикатора индекса цен и инфляции, в зависимости от которых производится индексация минимального размера оплаты труда. В структуре французской потребительской корзины имеются такие разделы, как расходы на вино и походы в ресторан. Кроме того, учитываются издержки на визит в парикмахерские, покупку лаков для волос, гелей для душа и многочисленных косметических средств, а также лишь 14 разновидностей продукции цветоводства.
В Великобритании Национальная статистическая служба рассчитывает показатель «Consumer price inflation basket of goods» — «потребительская корзина для расчета инфляции потребительских цен». Состав входящих в корзину товаров и услуг постоянно изменяется с целью отразить изменения в структуре потребления. Так, в 2010-е годы из корзины исключены услуги проката DVD, взамен включены услуги потокового мультимедиа.
В Германии для определения уровня расходов граждан, специалисты проводят исследование различных социальных групп, включающих многодетные семьи, матерей-одиночек, пожилых людей и т. д. В конкретном случае сами потребители определяют, что и в каком количестве войдет в структуру потребительской корзины. Окончательная структура потребительской корзины, в которую, помимо прочего, включаются затраты на заказ пиццы на дом, посещение соляриев и фитнес-центров, утверждается Федеральным статистическим ведомством.
В структуре канадской потребительской корзины практически не учитываются региональные различия, за исключением транспортных расходов. В состав продуктовой корзины входят такие группы продуктов, как: молочные продукты; яйца; мясо, птица, рыба; заменители мяса; зерновые продукты; жиры и масло; сахар и прочие сладости, а также такие овощи, как картофель, капуста, морковь, сельдерей, огурцы, кочанный салат, лук, перец, репа, кукуруза, фасоль и мороженая овощная смесь. В состав прочих расходов непродовольственной корзины входит 48 наименований, в том числе покупка телефонов, мебели, электрооборудования, приборов, средств бытовой химии, игрушек для детей. Включены и расходы на благотворительность.